# Mike Carey (politiker)
Michael Todd Whitaker "Mike" Carey, född 13 mars 1971 i Sabina i Ohio, är en amerikansk politiker (republikan). Han är ledamot av USA:s representanthus sedan 2021.

## Biografi
Carey gick i skola i East Clinton High School i Sabina och studerade sedan vid Marion Military Institute. År 1993 avlade han kandidatexamen vid Ohio State University.
Carey vann fyllnadsvalet till USA:s representanthus i november 2021 som hölls efter att Steve Stivers hade avgått i maj 2021.